# Гото Предестинація

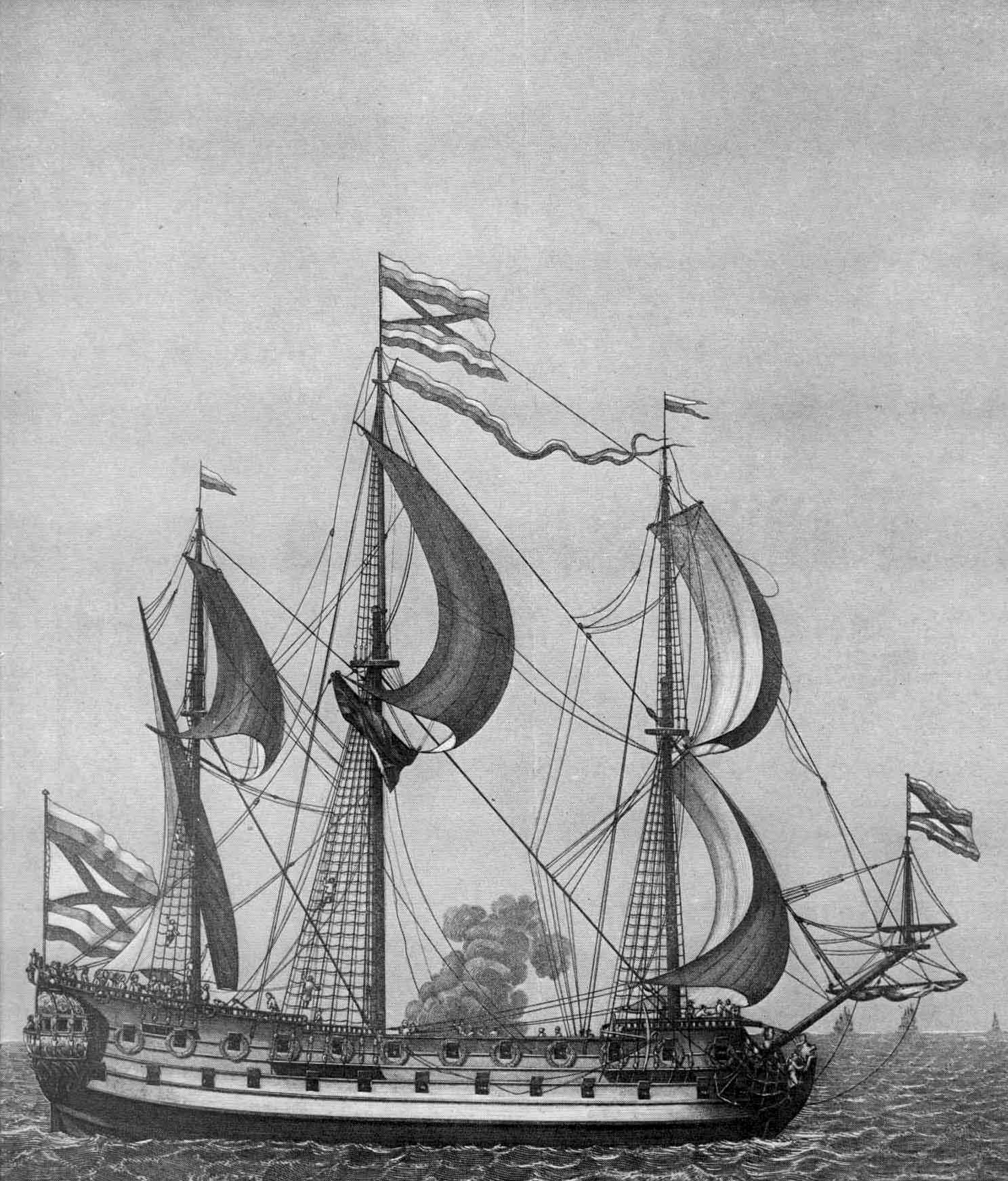
«Гото Предестинація»

«Го́то Предестина́ція» («Боже передбачення», від нім. Gott та лат. praedestinatio) — російський 58-гарматний вітрильний лінійний корабель, спущений на воду 8 травня 1700 року на верфі Воронезького адміралтейства.

## Опис
Корабель будувався за проектом російського царя Петра I під керівництвом відомого в майбутньому корабельного майстра Федосія Моїсеєвича Скляєва. Петро I брав участь і в кораблебудівних роботах; він же керував церемонією закладки корпусу «Гото Предестинації» і брав участь в спуску корабля на воду.
«Гото Предестинація» став першим російським лінійним кораблем і першим кораблем IV рангу за британською ранговою класифікацією, створеним в Росії без участі іноземних фахівців. Під час своєї служби лінійний корабель входив до складу Азовського флоту. В 1711 році після невдалого Прутського походу і втрати Азова корабель був проданий Османській імперії.